# Anton Toscani

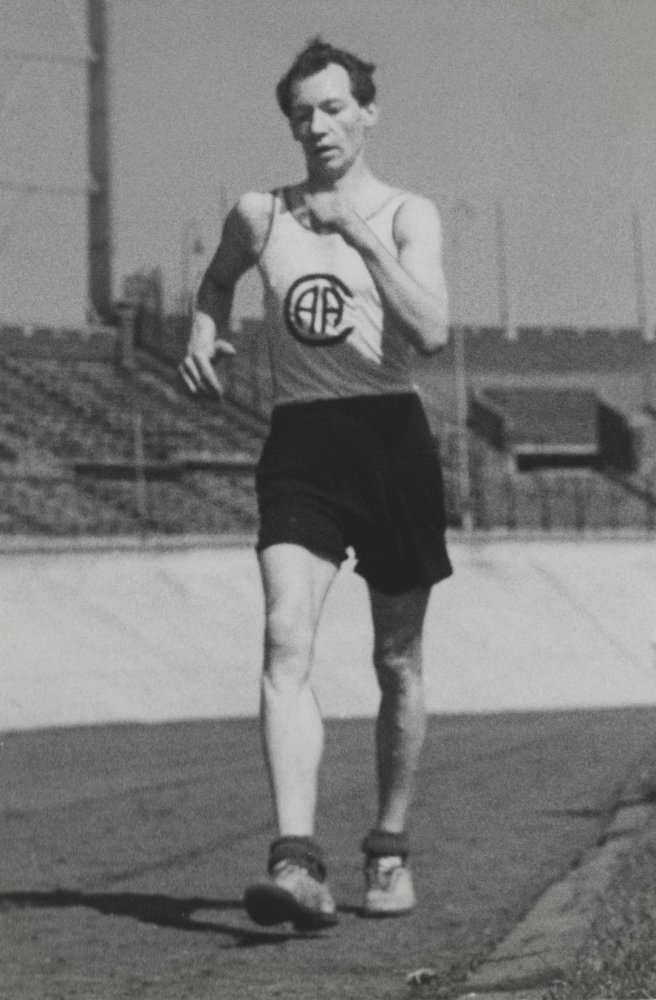
Anton Toscani traint voor deelname aan de Olympische Spelen van 1936.

Antonius Franciscus Cornelis (Anton) Toscani (Amsterdam, 29 juli 1901 - Amstelveen, 1 november 1984) was een Nederlandse snelwandelaar. Hij nam deel aan de Olympische Zomerspelen 1936 in Berlijn, waar hij tiende werd op de 50 km snelwandelen in een tijd van 4:42.59,4 uur, de beste prestatie van een Nederlander bij het snelwandelen op een mondiaal toernooi. Twee jaar later werd hij bij de Europese kampioenschappen in Parijs op dezelfde afstand zelfs achtste.

## Loopbaan
Het duurde tot de Olympische Spelen van 1992 in Barcelona tot weer een Nederlander, Harold van Beek, in deze discipline olympisch deelnemer werd. Anton Toscani werd op de 50 km snelwandelen in 1935 en 1936 ook Nederlands kampioen. Daarnaast veroverde hij in de periode van 1931 tot en met 1937 vijf nationale titels op de 25 km snelwandelen, tegenwoordig geen gangbaar nummer meer in de snelwandelsport. Hij zou ongetwijfeld nog meer nationale titels hebben veroverd, ware het niet dat in de periode 1937-1947 er geen Nederlandse kampioenschappen op de 50 km snelwandelen zijn verwerkt. In 1936 vestigde hij op dit nummer een Nederlands record in 4:42.59,4, dat tot 1974 stand hield.
Anton Toscani, die vanwege zijn mooie stijl van de Belgen de bijnaam 'Le bon marcheur' had gekregen, ging lang door met zijn sport. Met 4:58 uur is Anton Toscani nog altijd Nederlands recordhouder bij de masters in de categorie 50-54-jarigen op de 50 km snelwandelen, een record dat stamt van 28 oktober 1951.

## Nederlandse kampioenschappen
| Onderdeel          | Jaar                         |
| ------------------ | ---------------------------- |
| 25 km snelwandelen | 1931, 1932, 1933, 1934, 1937 |
| 50 km snelwandelen | 1935, 1936                   |

## Persoonlijke records
Baan
| Onderdeel             | Prestatie | Datum           | Plaats    |
| --------------------- | --------- | --------------- | --------- |
| 5000 m snelwandelen   | 23.57,9   | 28 juni 1936    | Amsterdam |
| 10.000 m snelwandelen | 49.42,7   | 3 mei 1936      | Amsterdam |
| 1 uur snelwandelen    | 11.120 m  | 16 oktober 1955 | Rotterdam |

Weg
| Onderdeel          | Prestatie         | Datum           | Plaats     |
| ------------------ | ----------------- | --------------- | ---------- |
| 20 km snelwandelen | 1:43.57           | 31 mei 1936     | Amsterdam  |
| 30 km snelwandelen | 2:54.15           | 6 juni 1948     | Roosendaal |
| 50 km snelwandelen | 4:42.59,4 (ex-NR) | 5 augustus 1936 | Berlijn    |